# Альбов, Георгий Кадимович
Георгий Кадимович Альбов — советский хозяйственный, государственный и политический деятель.

## Биография
Родился 13 октября 1925 года в Москве. Член КПСС.
Участник Великой Отечественной войны. С 1946 года — на хозяйственной, общественной и политической работе. В 1946—1990 гг. — инженер-конструктор, заместитель начальника, начальник сборочного цеха по изготовлению ракет в ОКБ Микояна, секретарь парткома ОКБ Микояна, первый секретарь Фрунзенского райкома города Москвы, заместитель председателя, председатель ЦК профессионального союза рабочих авиационной промышленности.
Делегат XXV съезда КПСС.
Умер в Москве 5 ноября 2012 года.